# 吉附久道
吉附久道（1月26日—）是日本東京都出身的漫畫家和插畫家，目前居住在埼玉縣。過去筆名為「kojita」，來源於名字。左利手。

## 經歷
出生於東京都，1993年在獲得講談社旗下月刊Afternoon四季賞的佳作之後，擔任藤島康介的助手，參與到《幸運女神》的製作中。直到2002年在《月刊Comic Dragon》上刊登首篇商業單篇《Living Quarter》正式開始連載漫畫。2005年移居埼玉縣越谷市千間台。以透明感的畫風著稱。
2011-2019年期間參加了日本八届繪師100人展。

## 作品

### 漫畫
- 《幻想的起點》（はじまりのはこ）收錄六篇短篇漫畫，首本短篇集2007年出版
- 《魔法使的條件系列》
  - 《魔法使的條件 Someday's_dreamers》連載於《月刊Comic Dragon》2002年6月號-2003年2月號，之後出版單行本（全兩冊）
  - 《魔法使的條件 太陽與風的坡道》連載於《月刊Dragon Age》2004年1月號-2006年3月號，之後出版單行本（全五冊）
  - 《魔法使的條件 夏日天空》連載於《月刊少年Ace》2008年4月號-2009年1月號，之後出版單行本（全兩冊）
- 《應援團少女》漫畫版 連載於《Super Jump》2008年8號-21號，之後出版單行本（全兩冊）
- 《你和我的足跡～時空旅行‧春日研究所～（日语：君と僕のアシアト〜タイムトラベル春日研究所〜）》先後連載於《Oh SUPER JUMP》《Super Jump》《GRAND JUMP PREMIUM》，之後出版單行本（全六冊）
  - 《你和我的足跡 短篇集》2008年出版
- 《萌電少女（日语：クーロンフィーユ）》連載於《别册少年Magazine》2013年2月號-2014年3月號，之後出版單行本（全三冊）
- 《賢者的贈禮（日语：マギの贈り物）》連載於《GRAND JUMP PREMIUM》2014年5月號-2015年1月號，之後出版單行本（全一冊）
- 《與妳的第100次愛戀》漫畫版 連載於《週刊YOUNG JUMP》2016年22・23合併號-2017年10號，之後出版單行本（全三冊）
- 《8疊間裡的躍舞嘉年華（日语：8畳カーニバル）》連載於《週刊少年Magazine》2017年50號-2018年24號，之後出版單行本（全三冊）
- 《戀愛的凡人與六魔法》收錄七篇短篇漫畫，2017年出版
- 《幸運女神求職中》連載於《月刊Afternoon》2019年3月號 -

### 小說插畫
- 野島けんじ著《純情FBA!》2003年
- 椎野美由貴（日语：椎野美由貴）著（《The Sneaker》2004年10月號刊登，未出版）
- 赤川次郎著（收錄於）2010年
- 小川晴央著《我成了校園怪談的原因》2014年
- 小川晴央著《傾聽妳的顏色》2015年
- 小川晴央著2016年

### 圖書封面插畫
- 高橋廣敏著2003年
- 高橋廣敏著2003年
- 大宮理著2003年
- 大宮理著2004年
- 高橋廣敏著2004年
- 大宮理著2005年
- 大宮理著2007年
- 大宮理著2007年
- 阿由葉勝著2008年
- 《聖誕之吻 -Various Artists- 4》2010年
- 岩井喬著《Soundgirl duo ―音響少女―》2010年
- 中里京子等著 2015年

### 遊戲角色設計
- 《解放之刃 REXX》角色希露薇 2010年[18]
- 《Wonder4World》2014年

### 畫集
- 2008年

## 外部連結
- 吉附久道的X（前Twitter） （日語）
- 吉附久道的pixiv （日語）
- YouTube上的吉附久道頻道（日語）